# Tyrese Maxey
Tyrese Kendrid Maxey, né le 4 novembre 2000 à Dallas dans le Texas, est un joueur américain de basket-ball jouant aux postes de meneur et arrière au sein des 76ers de Philadelphie en National Basketball Association.

## Biographie

### Carrière au lycée
Maxey évolue au lycée de South Garland situé dans l'aire urbaine de Dallas-Fort Worth. Il y croise alors fréquemment R. J. Hampton, futur joueur NBA, qui devient l'un de ses proches amis.

### Carrière universitaire
Il passe une saison à l'université avec les Wildcats du Kentucky, réussissant à s'imposer dès sa première année avec des qualités de leadership vite reconnues par son entraîneur John Calipari ; il se présente à la draft 2020 où il est attendu parmi les vingt premiers choix.

### Carrière professionnelle

#### 76ers de Philadelphie (depuis 2020)
Maxey est choisi en 21e position par les 76ers de Philadelphie. Après une saison rookie plutôt satisfaisante, il devient titulaire lors de l'absence de Ben Simmons. Il est sélectionné pour le Rising Stars Challenge, qui récompense les meilleurs joueurs de première et deuxième année en NBA, lors du NBA All-Star Week-end en février 2022. Il est remarqué par sa très bonne capacité à attaquer le panier, une bonne défense ainsi que d'excellents pourcentages au tir. Lors de sa deuxième saison, Maxey obtient un très bon 48,5 % de réussite au tir de champ et un excellent 42,7 % à 3-points, en très large amélioration par rapport à sa saison de rookie. Il double aussi son nombre de points par rapport à la saison précédente pour atteindre les 17,5 points par match.
En octobre 2022, les 76ers activent la quatrième année du contrat de Maxey, ce qui signifie qu'il est lié à Philadelphie pour la saison 2023-2024.
James Harden quitte les Sixers au début de la saison 2023-2024 et Maxey commence la saison régulière en décrochant pour la première fois le titre de joueur de la semaine de la conférence Est fin octobre, avec 30,3 points et 6,3 passes décisives de moyenne. Maxey réalise une très bonne saison avec des moyennes de 25,9 points et 6,2 passes décisives. Il est choisi pour la première fois au All-Star Game et est élu Most Improved Player (joueur ayant le plus progressé).
Durant l'été 2024, Tyrese Maxey signe une prolongation de contrat maximum avec les Sixers de Philadelphie d'une durée de 5 ans et d'une valeur totale de 204 millions de dollars.

## Palmarès

### Universitaire
- Second-team All-SEC (2020)
- SEC All-Freshman Team (2020)

### NBA
- 1 sélection au NBA All-Star Game en 2024.
- 1 sélection au Rising Stars Challenge en 2022
- NBA Most Improved Player en 2024
- NBA Sportsmanship Award en 2024

## Statistiques

### Universitaires
Les statistiques de Tyrese Maxey en matchs universitaires sont les suivantes :
| Saison    | Équipe   | Matchs | Titul. | Min./m | % Tir | % 3pts | % LF | Rbds/m. | Pass/m. | Int/m. | Ctr/m. | Pts/m. |
| --------- | -------- | ------ | ------ | ------ | ----- | ------ | ---- | ------- | ------- | ------ | ------ | ------ |
| 2019-2020 | Kentucky | 31     | 28     | 34,5   | 42,7  | 29,2   | 83,3 | 4,30    | 3,20    | 0,90   | 0,40   | 14,00  |
| Carrière  | Carrière | 31     | 28     | 34,5   | 42,7  | 29,2   | 83,3 | 4,30    | 3,20    | 0,90   | 0,40   | 14,00  |

### Professionnelles

#### Saison régulière
| Meilleure progression de l'année |

| Saison        | Équipe        | Matchs | Titul. | Min./m | % Tir | % 3pts | % LF  | Rbds/m. | Pass/m. | Int/m. | Ctr/m. | Pts/m. |
| ------------- | ------------- | ------ | ------ | ------ | ----- | ------ | ----- | ------- | ------- | ------ | ------ | ------ |
| 2020-2021     | Philadelphie  | 61     | 8      | 15,3   | 46,2  | 30,1   | 87,1  | 1,70    | 1,97    | 0,43   | 0,21   | 8,00   |
| 2021-2022     | Philadelphie  | 75     | 74     | 35,3   | 48,5  | 42,7   | 86,6  | 3,20    | 4,28    | 0,73   | 0,43   | 17,48  |
| 2022-2023     | Philadelphie  | 60     | 41     | 33,6   | 48,1  | 43,4   | 84,5  | 2,55    | 3,53    | 0,82   | 0,13   | 20,30  |
| 2023-2024     | Philadelphie  | 70     | 70     | 37,5   | 45,0  | 37,3   | 86,8  | 3,69    | 6,19    | 0,99   | 0,47   | 25,94  |
| 2024-2025     | Philadelphie  | 52     | 52     | 37,7   | 43,7  | 33,7   | 87,9  | 3,30    | 6,10    | 1,80   | 0,40   | 26,30  |
| Carrière      | Carrière      | 318    | 245    | 32,0   | 46,1  | 38,1   | 86,6  | 3,00    | 4,40    | 0,90   | 0,30   | 19,50  |
| All-Star Game | All-Star Game | 1      | 0      | 17,0   | 60,0  | 50,0   | 100,0 | 3,00    | 3,00    | 0,00   | 0,00   | 10,00  |

#### Playoffs
| Saison   | Équipe       | Matchs | Titul. | Min./m | % Tir | % 3pts | % LF | Rbds/m. | Pass/m. | Int/m. | Ctr/m. | Pts/m. |
| -------- | ------------ | ------ | ------ | ------ | ----- | ------ | ---- | ------- | ------- | ------ | ------ | ------ |
| 2021     | Philadelphie | 12     | 0      | 13,0   | 43,9  | 33,3   | 63,6 | 1,83    | 1,33    | 0,25   | 0,50   | 6,33   |
| 2022     | Philadelphie | 12     | 12     | 40,4   | 48,4  | 37,7   | 94,0 | 3,50    | 3,92    | 0,75   | 0,17   | 20,75  |
| 2023     | Philadelphie | 11     | 11     | 38,5   | 42,7  | 40,0   | 90,3 | 4,82    | 2,27    | 1,36   | 0,45   | 20,55  |
| 2024     | Philadelphie | 6      | 6      | 44,6   | 47,8  | 40,0   | 89,3 | 5,17    | 6,83    | 0,83   | 0,33   | 29,83  |
| Carrière | Carrière     | 41     | 29     | 32,5   | 45,8  | 38,9   | 87,0 | 3,61    | 3,15    | 0,78   | 0,37   | 17,80  |

## Records sur une rencontre en NBA
Les records personnels de Tyrese Maxey en NBA sont les suivants, :
| Type de statistique        | Saison régulière | Saison régulière            | Saison régulière | Playoffs | Playoffs              | Playoffs      |
| Type de statistique        | Record           | Adversaire                  | Date             | Record   | Adversaire            | Date          |
| -------------------------- | ---------------- | --------------------------- | ---------------- | -------- | --------------------- | ------------- |
| Points                     | 52               | @ Spurs de San Antonio      | 7 avril 2024     | 46       | Knicks de New York    | 30 avril 2024 |
| Paniers marqués            | 20               | Pacers de l'Indiana         | 12 novembre 2023 | 17       | Knicks de New York    | 30 avril 2024 |
| Paniers tentés             | 41               | @ Spurs de San Antonio      | 7 avril 2024     | 30       | Knicks de New York    | 30 avril 2024 |
| Paniers à 3 points réussis | 9                | @ Raptors de Toronto        | 28 octobre 2022  | 7        | Knicks de New York    | 30 avril 2024 |
| Paniers à 3 points tentés  | 17               | @ Pacers de l'Indiana       | 27 octobre 2024  | 13       | 2 fois                | 2 fois        |
| Lancers francs réussis     | 14               | @ Rockets de Houston        | 29 décembre 2023 | 9        | @ Heat de Miami       | 4 mai 2022    |
| Lancers francs tentés      | 15               | 2 fois                      | 2 fois           | 11       | @ Heat de Miami       | 4 mai 2022    |
| Rebonds offensifs          | 3                | plusieurs fois              | plusieurs fois   | 1        | 8 fois                | 8 fois        |
| Rebonds défensifs          | 11               | Bulls de Chicago            | 8 décembre 2024  | 9        | Knicks de New York    | 22 avril 2024 |
| Rebonds totaux             | 11               | Bulls de Chicago            | 8 décembre 2024  | 9        | 2 fois                | 2 fois        |
| Passes décisives           | 14               | Bulls de Chicago            | 8 décembre 2024  | 10       | Knicks de New York    | 22 avril 2024 |
| Interceptions              | 4                | @ Timberwolves du Minnesota | 25 février 2022  | 4        | @ Celtics de Boston   | 1er mai 2023  |
| Contres                    | 4                | Grizzlies de Memphis        | 31 janvier 2022  | 3        | Wizards de Washington | 26 mai 2021   |
| Balles perdues             | 4                | 3 fois                      | 3 fois           | 5        | @ Raptors de Toronto  | 20 avril 2022 |
| Minutes jouées             | 54               | @ Spurs de San Antonio      | 7 avril 2024     | 52       | Knicks de New York    | 30 avril 2024 |

- Double-double : 19 (dont 1 en playoffs)
- Triple-double : 1

Dernière mise à jour : 4 février 2025